# Gotische opstand van Theodorik I
De Gotische opstand van Theodorik I was een  opstand van de Gotische fouderati in Aquitanië (West-Romeinse Rijk) tijdens het bewind van keizer Valentinianus III (425-455). Die opstand werd geleid door Theoderik I, koning van de Visigoten en speelde zich af in Zuid-Frankrijk. De opstand vond plaats tussen 425 en 426, in de periode kort na de dood van usurpator Johannes en werd beëindigd door een militaire ingreep onder bevel van Aëtius.

## Oorzaak
De oorzaak van de opstand moet enerzijds gezocht worden in de vestiging van de Goten in Gallia Aquitania dicht bij de Gallische hoofdstad Arles door Constantius III en was bedoeld om de senatoriale adel in de gaten te houden.  Anderzijds lag de politieke situatie van het rijk ten grondslag aan de opstand. 

### Visigotisch Aquitanië
Nadat de Goten in de periode 416-418 voor de Romeinen campagne gevoerd hadden in Spanje (Gotische oorlog in Spanje), kregen zij van keizer Honorius in 418 een vestigingsgebied toegewezen in de provincie Gallia Aquitania met Toulouse als hoofdplaats.  Belangrijkste reden voor de vestiging was dat Constantius III, de architect van het vestigingsverdrag, de Gallische senatoriale klasse als een groter gevaar beschouwde voor de keizerlijke macht in Ravenna dan de Gotische aanwezigheid. In de voorgaande periode had hij campagne moeten voeren tegen een reeks usurpatoren (o.a. Constantijn en Jovinus) die veel steun ontvingen van de Gallische elite. Met de vestiging van de Goten als potentiële krijgsmacht dicht in de buurt van het centrum van Gallië hoopte hij de senatoren beter onder controle te kunnen houden. Desalniettemin had Constantius met de vestiging van de Goten een nieuwe machtsgroep gecreëerd die naar meer invloed streefde binnen het laat-Romeinse Gallië. Ze maakten deel uit van het Romeinse staatsbestel, handelden binnen dat staatsbestel en probeerden zoveel mogelijk van binnenuit druk en controle uit te oefenen. 

### Politieke situatie
Met de dood Constantius III in 421 en van Honorius in 423 kwam het West-Romeinse Rijk in een nieuwe crisis terecht die grote gevolgen zou krijgen voor de verhouding tussen keizerlijke macht en het leger. Omdat de keizer nog een kind was werd het westelijke rijksdeel door moeder Galla Placidia bestuurd die sterk onder invloed stond van haar generaals. Ook oefende de oostelijke keizer Theodosius II (haar neef) grote invloed uit op haar beleid. Er waren meerdere kandidaten die naar de positie van opperbevelhebber dongen waarmee een ontwikkeling op gang werd bracht welke die wel omschreven wordt als de 'semi-privatisering' van het Romeinse leger. Die situatie maakte het mogelijk dat Theodorik I, de aanvoerder van de Gotische foederati zijn plannen voor meer macht kon verwezenlijken. Hij ontpopte zich als een ambiteuze vorst die in dezelfde lijn optrad van zijn beruchte voorgangers. De eerste tekenen van deze ambitie waren al te zien tijdens de Spaanse campagne van 422 waar de Goten aan deelnamen.

### Het Gotische verraad tijdens de campagne in Spanje
De eerste jaren van Theoderiks’ semi-autonome bewind verliepen rustig. In 418 volgde hij zijn vader op als koning van de Visigoten in Aquitanië, die kort daarvoor overleden was. Na jarenlang een zwervend bestaan te hebben geleid konden de Goten zich nu eindelijk settelen. Onder Romeins bewind genoten zij vele voordelen, als tegenprestatie dienden de Goten militaire bijstand te verlenen. Aan die vreedzame jaren kwam een einde met de dood van de West-Romeinse medekeizers Constantius III in 421. 
Het beleid van de West-Romeinse keizer Honorius had steeds sterk op het werk gesteund van zijn zwager Constantius, die zeven maanden daarvoor tot medekeizer was benoemd. Het wegvallen van deze steunpilaar zorgde vooral voor onrust binnen het leger, waarmee Theodorik zijn voordeel mee kon doen. Twee belangrijke generaals Castinus en Bonefatius dongen naar het opperbevel van het leger en zorgden daarmee voor moeilijkheden. Volgens kroniekschrijver Hydatius werkten de Gotische foederati de Romeinen militair tegen en zoudeb hiermee de nederlaag voor de Romeinen hebben veroorzaakt.  De Goten onthielden Castinus namelijk hun steun waardoor deze in de oorlog tegen de Vandalen in Baetica een zware nederlaag leed tegen Gunderic, de koning van de Vandalen die daarmee de onbetwiste meesters van Hispania werden. Mogelijk Naar spande Theodorik samen met Bonifatius.

## De opstand
Met de dood van keizer Honorius in 423 brak in het West-Romeinse rijk een machtsstrijd uit die het rijk intern verzwakte. Het gros van het leger bevond zich in Italië en in Gallië werd de provinciaal prefect in Arles gedood tijdens een opstand van zijn de soldaten. In Italië kwam na Honortius' dood een nieuwe keizer boven drijven, Johannes die de steun had van de generaals Castinus en Aetius. Nu het merendeel van het Romeinse leger elders verbleef schoof Theoderik het vredesakkoord van Constantius terzijde en kwam in opstand. Zonder noemenswaardige tegenstand te ondervinden nam hij heel Aquitanië in bezit en voorzag zich van een toegang tot de Middellandse zee. Vervolgens trok hij op naar de Arles om de Romeinen onder druk te zetten. Sommige historici zien in deze poging een loyaliteitsverklaring aan de Theodiaanse dynastie in de hoop dat hij daarmee een gunstiger verdrag zou verkrijgen. 
In de zomer van 425 werd Johannes door een Oost-Romeins leger ten val werd gebracht, waarna Valentinianus III als nieuwe keizer geïnstalleerd werd. Drie dagen nadat Johannes was onthoofd arriveerde Aetius met een groot leger Hunnen in Italië als versterking. Niet op de hoogte van zijn executie, en na een korte schermutseling met het leger van Aspar sloot Aëtius vrede. Hij accepteerde Valentianus III als keizer en kreeg de hoge positie van praefectus praetorio per Gallias, waarmee hij het bestuur over Gallië en Spanje werd toevertrouwd. 
De benoeming van Aëtius tot hoogste bestuurder in Gallië wordt gezien als een manoeuvre van het nieuwe regime om een potentiële onruststoker weg te houden van de centrale regering. De nieuw benoemde prefect vertrok met het leger waarover hij al beschikte versterkt met grote aantallen Hunnen als huurling, waarmee het het mogelijk werd om een eind te maken aan de opstand van de Gotische foederati. 

### Nederlaag tegen Aëtius

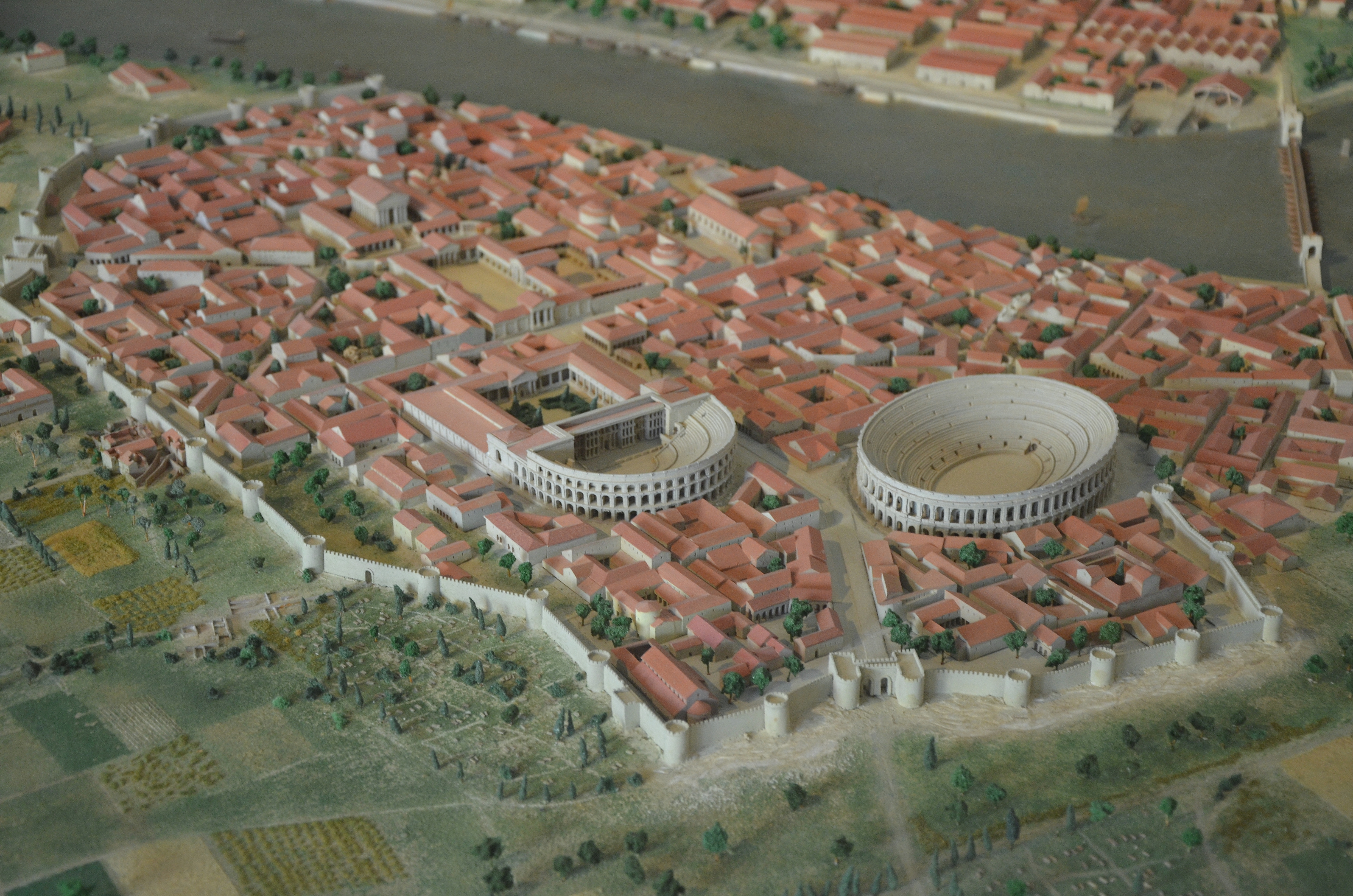
Model van de Romeinse stad Arelate (Arles)

Aëtius arriveerde in het voorjaar van 426 met het leger bij Arles dat door Theodorik werd belegerd. Het lijkt erop dat de Goten op de vlucht sloegen toen ze het leger van Aetius gewaar werden. In de overgeleverde bronnen wordt geen melding gemaakt van een veldslag. Desalniettemin gaan sommige historici er wel vanuit dat bij de stad is gestreden en de Goten hier het onderspit dolven. Het resultaat van Aetius komst is onomstreden,  de Goten werden gedwongen zich terug trekken naar Aquitanië.

## Nasleep
Met de nederlaag tegen Aëtius kwam er een einde aan de opstand. Hierna volgde vredesbesprekingen waarin het eerder gesloten verdrag met de Romeinen werd hernieuwd, waarbij over en weer werden gijzelaars werden uitgewisseld.   De latere keizer Avitus was een van die gijzelaars die aan het hof van  Theodorik verbleven. Hier leerde hij diens zonen kennen en onderwees hun. 
Met Aëtius als Gallisch prefect en vanaf 429 als magister militum per Gallias lijkt de rust in Zuid-Frankrijk te zijn teruggekeerd. De periode hierna tot en met 435 verliep zonder al te veel incidenten tussen de Visigoten en Romeinen. Desalniettemin had Theodrik zijn streven naar meer macht niet opgegeven, want in 430 trok er nog wel een Gotische leger op naar Arles om gunstigere voorwaarden af te dwingen. Dit Gotisch leger werd eveneens door Aëtius verslagen, opnieuw niet ver van Arles.  Voor zover bekend hebben de Visigoten gedurende deze periode al geen militaire taken verricht in de Spaanse provincies. 
Desalniettemin ontstond in 436 een grootschalig conflict (de Gotische oorlog van 436-439) tussen de Goten en Romeinen die werd opgetekend als een bloedige oorlog. Omdat verklaringen voor deze vijandelijkheden ontbreken, plaatsen historici deze gebeurtenissen in het grote verband van de geschiedenis. 